# Cú Chulainn

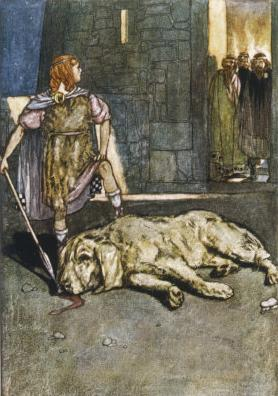
Sétanta doodt de hond van Culann en wordt daarna Cú Chulainn

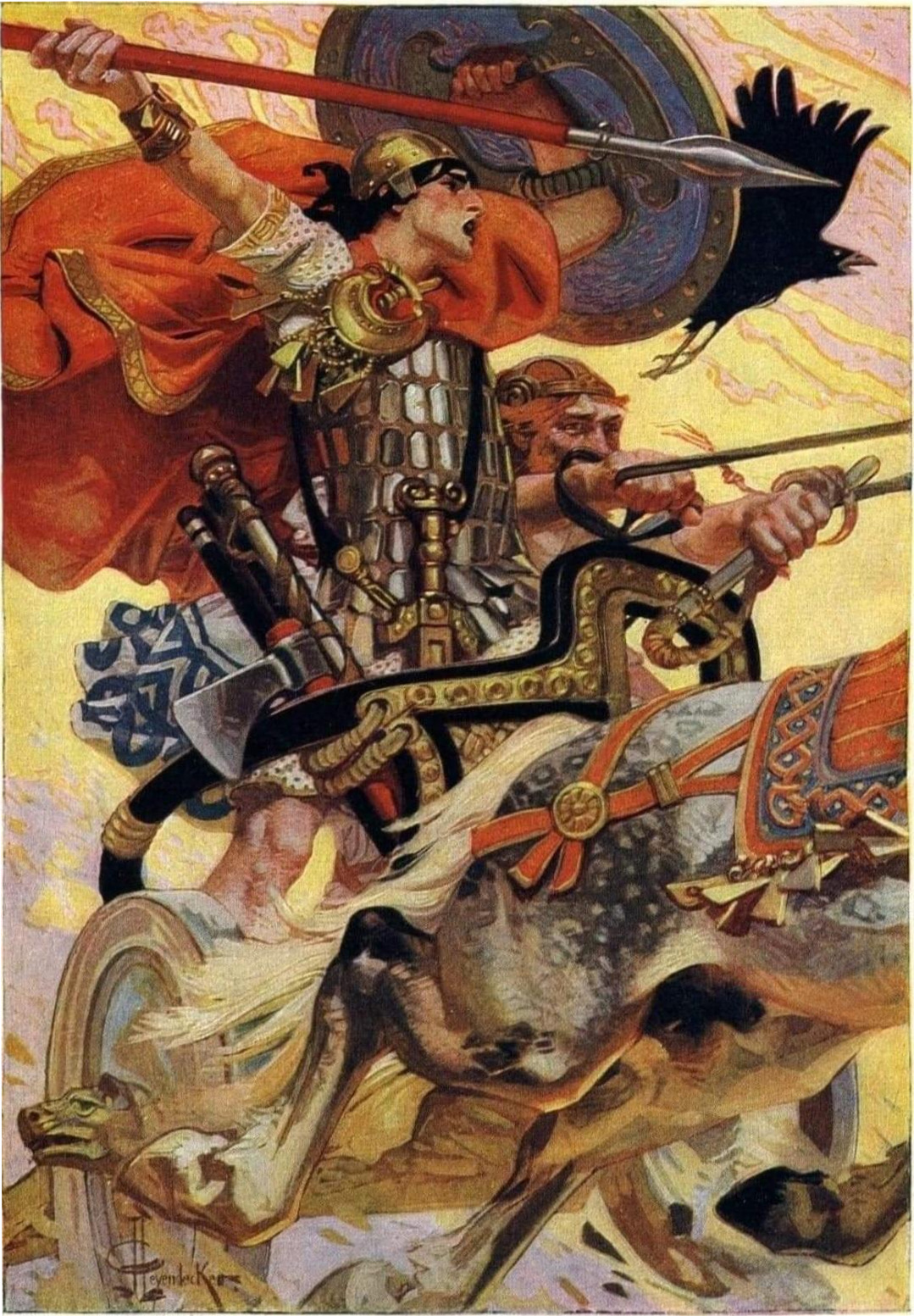
Cú Chulainn in de strijd

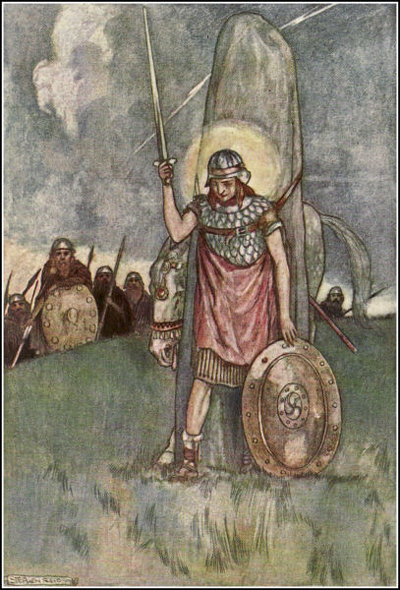
De dood van Cú Chulainn

Cú Chulainn (ook Cuchulainn of Sétanta mac Sualtaim) is de belangrijkste held en halfgod uit de Ulstercyclus. Hij is de zoon van Deichtire, de zuster van Conchobor mac Nessa, en de god Lugh, maar zijn menselijke vader is Sualtam.
Hij heette oorspronkelijk Sétanta, maar nadat hij de hond van de smid Culann had gedood kreeg hij van de druïde Cathbad de naam Cú Chulainn (Iers voor de hond van Culann). Scáthach was zijn lerares, Emer zijn vrouw, Connla zijn zoon bij Aife, Scáthachs zuster en Fand, de echtgenote van Manánnan Mac Lir, enige tijd zijn geliefde.

## Cú Chulainns jeugd
Als de Connachta tijdens de runderroof van Cooley op Cú Chulainn stuiten vraagt Medb aan Fergus mac Róich wie die zeventienjarige jongen is. Daarop vertelt Fergus over Cú Chulainns jeugddaden.
Hij vertelt onder andere hoe Cú Chulainn als kleine jongen naar Emain Macha komt om zich daar bij de pleegzonen van Conchobor mac Nessa te voegen. De jongens vallen hem aan, omdat ze hem niet kennen, waarop hij ze allemaal verslaat.
Cú Chulainn redt op een nacht 'popa' Conchubur uit een greppel op het slagveld, als de Ulaid in gevecht zijn met Éogan zoon van Durthacht.
Later geeft de smid Culann een feest, waarvoor hij Conchobor uitnodigt. Deze vraagt Cú Chulainn om mee te gaan, maar omdat deze hurling aan het spelen is komt hij hem pas later achterna. Culann, die niet weet dat er nog iemand komt heeft dan al zijn gevlekte waakhond, die met drie kettingen door drie man in bedwang wordt gehouden, losgelaten. De hond valt Cú Chulainn aan, waarop deze hem doodt. Om Culann schadeloos te stellen biedt Cú Chulainn (dan nog Sétanta) aan om zijn waakhond te zijn tot hij een nieuwe pup heeft grootgebracht, waarop hij de naam Cú Chulainn krijgt. Hij is dan zes jaar.
Cú Chulainn eist de wapens en de wagen van Conchubur op en gaat met diens wagenmenner Ibor op reis. Hij slaat de hoofden af van de drie zonen van Nechta Scéne: Foill, Fannall en Túachell, spant een hert achter de wagen en vangt twintig zwanen levend en bindt hen aan de wagen, zodat ze er boven vliegen. Zo keren ze terug naar Emuin Machae. Hij wordt tot bedaren gebracht als koningin Mugain hem door vrouwen omringd tegemoet komt, die hun borsten ontbloten. De krijgers van Ulaid pakken hem vast als Cú Chulainn zijn gezicht verbergt en dompelen hem onder in een vat met koud water, dat breekt. In een tweede vat gaat het water koken en na het derde vat krijgt hij van de koningin een blauwe mantel en neemt hij plaats op Conchuburs knie ("en dat was vanaf dat moment zijn bed"). Cú Chulainn is dan zeven jaar.

## Scáthach
Als Cú Chulainn ouder wordt, zijn de Ulaid bang dat als hij geen eigen vrouw heeft, hij de liefde van hun vrouwen en dochters zal stelen. Ze besluiten een echtgenote voor hem te zoeken, maar Cú Chulainn blijkt alleen Emer, de dochter van Forgall Monach, als vrouw te willen. Als Forgall hierachter komt stuurt hij Cú Chulainn naar de vrouwelijke krijger Scáthach in Schotland (volgens sommige verhalen op het eiland Skye), in de hoop dat hij dit niet zal overleven.
Scáthach brengt hem zijn belangrijkste krijgstechnieken bij, waaronder het gebruik van zijn speer, de Gáe Bulg.
Cú Chulainn leert in deze tijd ook Ferdia kennen, die hij later, tijdens de runderroof van Cooley zal doden en hij verslaat Scáthachs rivale en zuster Aife, bij wie hij een zoon, Connla, verwekt.

## Emer
Terug in Ierland schaakt Cú Chulainn Emer. Conchobor heeft echter het recht om met elke vrouw te slapen in haar huwelijksnacht, en om een conflict tussen hem en Cú Chulainn te voorkomen, treedt Cathbad als getuige op dat er die nacht niets tussen hen gebeurt.

## Connla
Tijdens zijn studie wapenkunde bij Scáthach nÚanaind dochter van Airdgeme, maakt hij haar zuster Aife zwanger. Hij zegt haar dat zij hun kind later als hij groot genoeg is zijn gouden duimring moet geven en hem zeggen zijn vader naar Eriu te volgen. Zijn zoon moet voor niemand opzij gaan, tegen niemand zeggen wie hij is en niemand het gevecht weigeren. Op zijn zevende gaat Connla (Condlae) naar zijn vader op zoek, in een bronzen schip maakt hij de overtocht. Met zijn slinger en stemmodulatie vangt hij vogels uit de lucht, die hij weer tot leven wekt en vrij laat. De Ulaid in Trácht Éise zien hem op zijn wagen aankomen. Conchubur geeft Condere zoon van Echu de opdracht de jongen tegen te houden als hij zijn naam niet zegt, maar Connla weigert met hem mee te gaan. Dan komt Conall Cernach, maar hij krijgt een steen tegen het hoofd en moet onverrichter zake terugkeren. Dan treedt Cú Chulainn, ondanks Emers smeekbeden het vooral niet tegen de jongen, die waarschijnlijk zijn zoon is, op te nemen. Cú Chulainn eist van Connla dat hij zijn naam noemt, maar Connla weigert nog steeds. Ze strijden met het zwaard en worstelen te land en ter zee. Connla drukt tot tweemaal toe zijn vader onder water, maar dan gebruikt Cú Chulainn zijn gáe bolga, die Scáthach aan niemand anders leerde en Connla is verslagen. Daarop draagt de vader zijn zoon naar de Ulaid en stelt hem aan de grote mannen voor, waarna Connla sterft. Het verhaal heeft overeenkomsten met de Perzische Rostam en Sohrab, de Russische Ilja Moeromets en Sokoljniek en Duitse Hildebrand en Hadubrand.

## Fand
Later krijgt Cú Chulainn een relatie met Fand, de vrouw van Manánnan Mac Lir: 
Tijdens de jaarlijkse vergadering rond Samuin verschijnen er vogels op het meer en de vrouwen wensen elk een paar van die vogels en vragen Cú Chulainn ze hen te brengen. Met zijn wagenmenner Lóeg zoon van Ríangabur maakt hij jacht op de vogels en deelt ze uit onder de vrouwen. Alleen zijn eigen vrouw Eithne Ingubai (of Emer) staat met lege handen. Niet lang daarna volgt Cú Chulainn twee vogels, die met een roodgouden keten aan elkaar vast zitten. Hij weet ze niet te raken. Hij rust uit tegen een rots in Airbe Rofir en krijgt een visioen, waarin een vrouw in het rood en een in het groen, vrouwen van de sidhe hem met rijzwepen slaan. Wakker geworden kan hij een jaar niet spreken en lijdt aan een verkwijnende ziekte (het verhaal wordt verteld in The Wasting Sickness of Cú Chulaind). Tijdens Samuin in Emuin Machae komt er een man aan zijn bed, Óengus zoon van Áed, die hem vertelt dat Áed Abrats dochters hem kunnen genezen en dat Fand dochter van Áed met hem wil slapen. 
Hij gaat terug naar de rots en ziet daar Lí Ban, de vrouw in het groen, echtgenote van Labraid Lúthlám ar Cladeb Augra van het eiland Mag Mell. Hij kan Fand krijgen als hij een dag strijdt met Senach Síaborthe, Echu Iuil en Éogan Indber. Eerst stuurt Cú Chulainn Lóeg als zijn boodschapper, die met een bronzen boot het eiland bereikt en daarna Emer inlicht over Cú Chulainns (liefdes)ziekte. Nu gaat hij zelf naar Lí Ban en opnieuw wordt Lóeg gestuurd nu om te verzekeren dat de uitnodiging van Fand zelf komt en te vertellen van de prachtige wereld van de sidhe. Ter plaatse, doodt Cú Chulainn Echu Iuil en Senach Síaborthe en als Labraid hem vraagt te stoppen kan Cú chulainn slechts met drie vaten water worden afgekoeld. Éogan Indber heeft Manandan zoon van Ler opgeroepen, maar Cú Chulainn slaapt die nacht met diens vrouw Fand. Hij blijft een maand met haar en ze spreken dan in Ibor Cind Tráchta af. 
Maar Emer komt daarvan op de hoogte. Wanneer Emer Fand wil doden, houdt Cú Chulainn haar tegen. Ze weet de liefde die er tussen hen was weer in herinnering te brengen, waarna Fand zich droevig terugtrekt. Manandán komt zijn vrouw terughalen. Cú Chulainn wordt hierdoor tijdelijk gek en Emer vraagt de druïden om hem te genezen. Zowel Cú Chulainn als Emer drinken een toverdrank waardoor ze alles vergeten. Manandán slaat zijn mantel uit tussen Cú Chulainn en Fand, zodat ze elkaar nooit meer kunnen ontmoeten.

## Cú Chulainns dood
Na een groot aantal heldendaden, waarvan die tijdens de runderroof van Cooley het bekendste zijn, wordt Cú Chulainn uiteindelijk gedood door Lugaid mac Con Roí. Voordat hij dood gaat bindt hij zichzelf aan een steen, zodat hij staand sterft en pas als er een kraai op zijn schouder landt is Lugaid ervan overtuigd dat hij dood is.

## Afbeeldingen

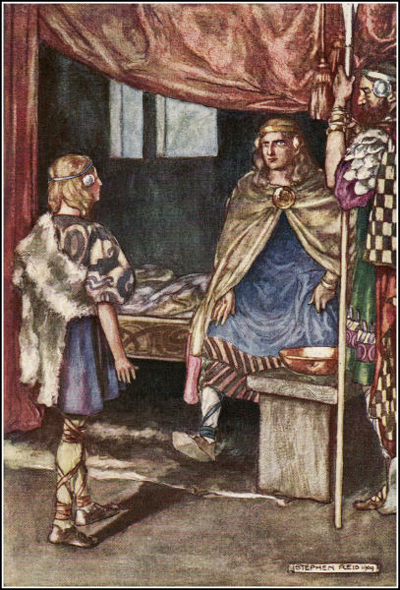
Cú Chulainn verlangt wapens van de koning, 1904
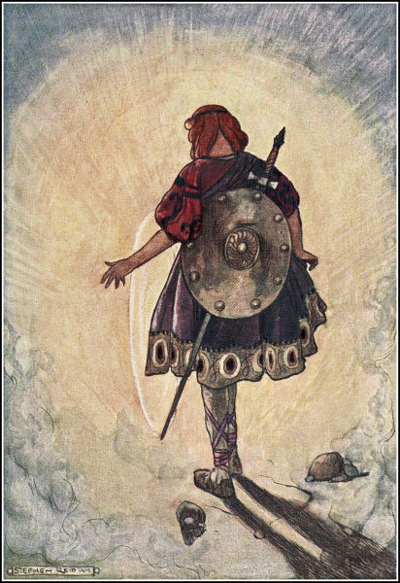
Cú Chulainn volgt het schijnende wiel, 1904

Abnoba · 
Ancamna ·
Andarta ·
Andraste ·
Anu ·
Artio · 
Arduinna · 
Arvernorix · 
Aufaniae · 
Ategnissa · 
Aveta · 
Badb ·
Banba ·
Belenos ·
Belisama · 
Bormo · 
Branwen ·
Breg ·
Bres ·
Breogán ·
Brigantia · 
Bussurigios · 
Cailleach ·
Camulos ·
Caturix · 
Cernunnos ·
Cicollos · 
Cissonius · 
Cú Chulainn ·
Dagda ·
Danu ·
Domnu ·
Epona ·
Ériu ·
Esus ·
Fand ·
Fódla ·
Gontia · 
Grannus · 
Gwendolyn ·
Herecura · 
Icovellauna · 
Intarabis · 
Inciona ·
Iouga ·
Lí Ban ·
Litavis · 
Llŷr ·
Loucetius · 
Lugh ·
Lugos · 
Luxovius ·
Macha ·
Marrigu ·
Matres ·
Mogons · 
Mogontia · 
Morrigan ·
Nemain ·
Nemetona · 
Ogma ·
Ogmios · 
Poeninus · 
Ritona · 
Rhenus · 
Rosmerta · 
Seela ·
Sequana ·
Sídhe ·
Suleviae ·
Taranis · 
Toutiorix · 
Teutanus · 
Teutates ·
Tuatha Dé Danann ·
Vassocaletis · 
Vellaunus ·
Vosegus · 
Xulsigiae